# Єрмолаєва Галина Никанорівна
Єрмолаєва Галина Никанорівна (21 жовтня 1948) — російська академічна веслувальниця.
Срібна призерка Олімпійських Ігор 1976 року в складі парної четвірки зі стерновою.
Чемпіонка світу 1974, 1975 років у складі парної двійки.
Чемпіонка Європи 1971, 1972 років у складі парної двійки, срібна призерка 1970 року в складі парної двійки.